# Pierre Dupuis (1610–1682)

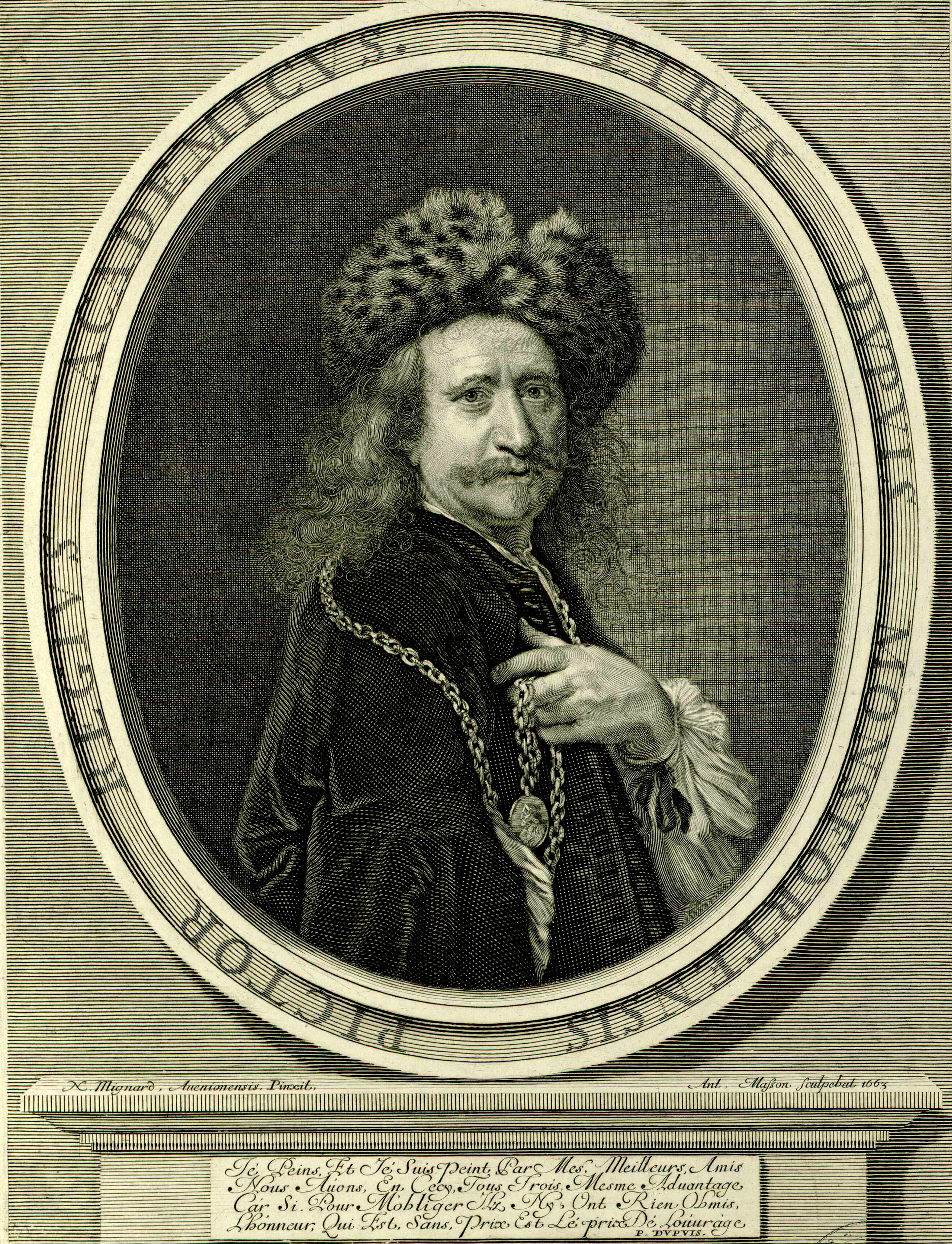
Pierre Dupuis, 1663, Kupferstich von Antoine Masson nach einer Vorlage von Nicolas Mignard (Bibliothèque national de France, Paris)

Pierre Dupuis, auch genannt Monsù da Poi (auch: Dupuy(s) oder du Puys; * 3. März 1610 in Montfort-l’Amaury; † 18. Februar 1682 in Paris), war ein französischer Stilllebenmaler des Barock.

## Leben
Er war ein Sohn des Kaufmanns Michel Dupuys und dessen Frau Simone Ysabel und hatte vier Geschwister: Mathieu, der später Arzt wurde, Michel, Elisabeth und Marie.
Im Februar 1633 lebte er nachweislich in Paris, da er am 12. des Monats Taufpate einer Tochter seines Malerkollegen Nicolas Salé war.
Wahrscheinlich hielt er sich in der Folge für einige Jahre in Italien (vermutlich Rom?) auf, was man einerseits aus seinem Werk schließt, andererseits aus der Information, dass Kardinal Benedetto Pamphilj um 1730 in seinem Palazzo in Albano allein fünf Stillleben mit Blumen und Früchten von „Monsù da Poi“ besaß. In Italien könnte er 1637–38 Pierre Mignard kennengelernt haben, mit dem er befreundet war und in dessen Gemälde er bei Bedarf häufig Blumen und Früchte gemalt haben soll.
1642 war Dupuis wieder in seinem Heimatort Montfort-l’Amaury und genoss vier Jahre später die Protektion von Henri de Lorraine, comte d’Harcourt, der sich bei Königin Anne d’Autriche dafür einsetzte, dass Dupuis zum „peintre ordinaire des Écuries du roi“, also zum königlichen Maler, erhoben wurde.

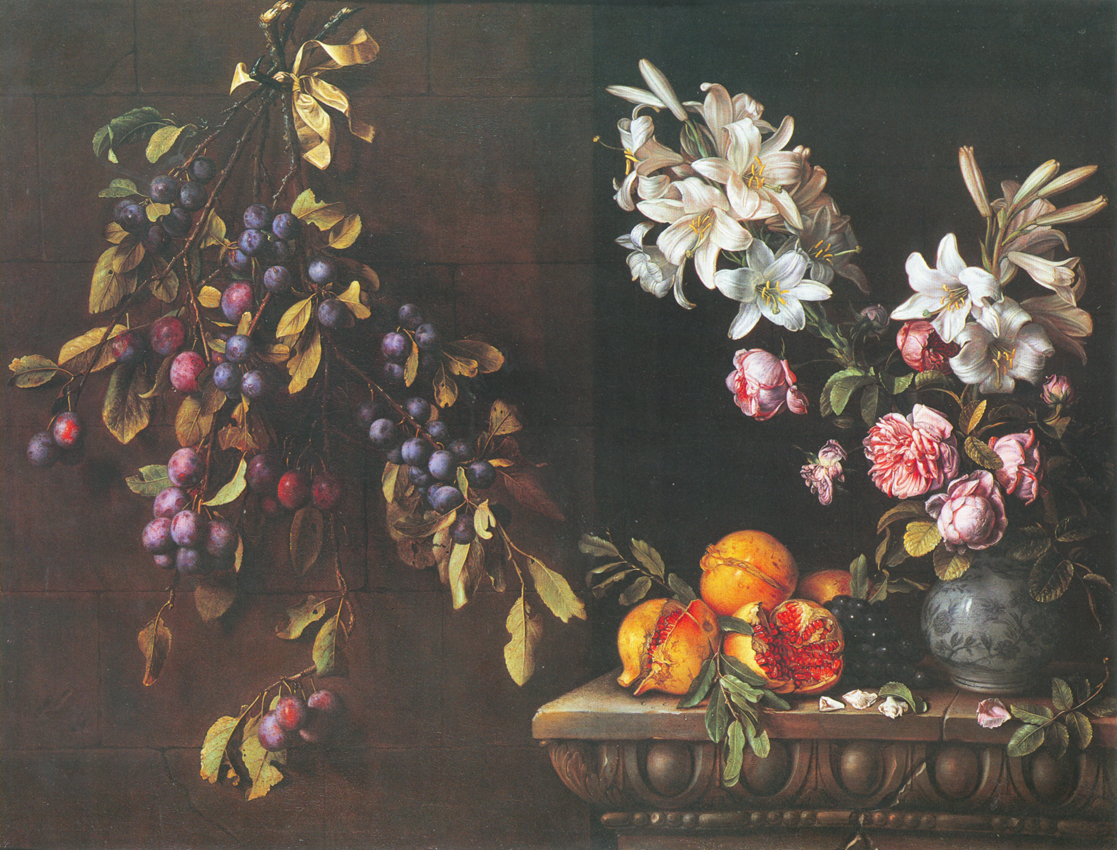
Blumenvase und Granatäpfel auf einem skulptierten Gesims und ein hängender Zweig Pflaumen an der Wand, 1663, Öl auf Leinwand, 89 × 116 cm, Privatsammlung. Das Bild war Dupuis’ Aufnahmestück für die Académie.

Pierre Dupuis war einer der bedeutendsten französischen Stilllebenmaler seiner Zeit und es ist bekannt, dass auch Erzherzog Leopold Wilhelm im Jahr 1659 drei Gemälde von ihm besaß, die heute verschollen sind.
Am 22. April 1663 heiratete er Jeanne Rebours, die Witwe eines Kaufmanns. Aus demselben Jahr stammt ein Porträt Dupuis’, das von Antoine Masson nach einer Zeichnung von Nicolas Mignard gestochen wurde.
Am 5. Oktober 1664 wurde er offiziell in die Académie Royale de peinture et de sculpture aufgenommen. Sein Aufnahmestück war das Bild Blumenvase und Granatäpfel auf einem skulptierten Gesims und ein hängender Zweig Pflaumen an der Wand, das sich in einer Privatsammlung befindet und zum ersten Mal 1985 von Charles Sterling veröffentlicht wurde.
Im Salon von 1673 stellte Dupuis „ein großes Gemälde mit einem Teppich und einem Affen“ aus. Sein letztes bisher bekanntes Gemälde ist ein 1674 signiertes und datiertes Stillleben mit Pflaumen, Pfirsichen und Granatapfel (Delosme Coatalem, 1999).
Während er am 30. Oktober 1676 noch in Montfort-l’Amaury an der Beerdigung seines Vaters teilnahm, litt er spätestens ab Anfang 1678 an einer Lähmung – wahrscheinlich als Folge eines Schlaganfalls; trotz einer Pension, die ihm von da an von der Académie bewilligt wurde, verfiel er anscheinend in Armut.
Einen Tag nach seinem Tode am 18. Februar 1682 wurde Pierre Dupuis in der Kirche Saint-Eustache bestattet.
Er hinterließ eine Tochter, Marie-Marthe Dupuis, und einen Sohn, François, der als Graveur arbeitete.

## Werk und Stil

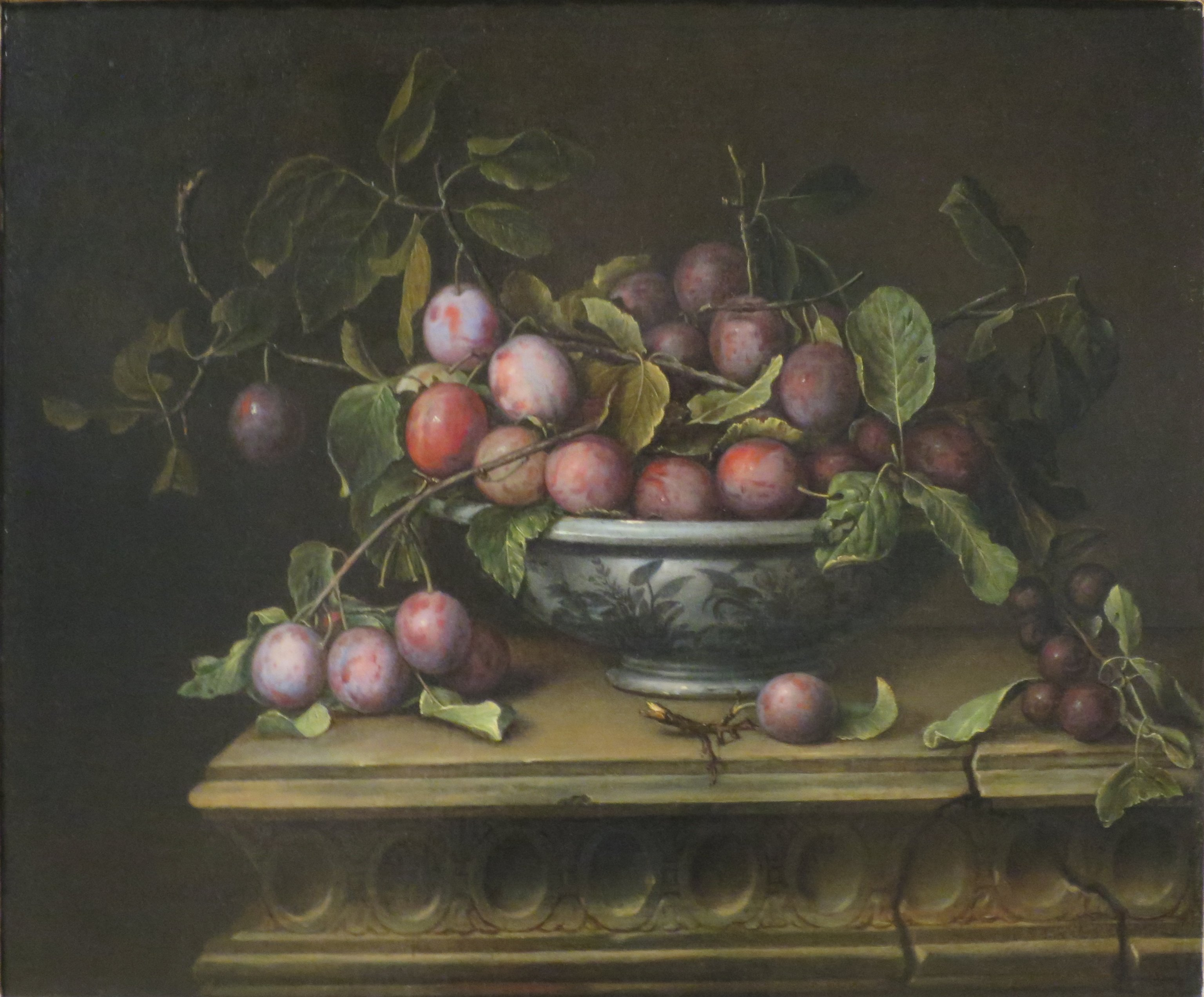
Ein Korb Pflaumen, 1666, Öl auf Leinwand, Privatsammlung (hier als Leihgabe im Metropolitan Museum of Art, New York)

Pierre Dupuis malte Stillleben mit Früchten, Gemüse, Blumen und gelegentlich auch totes Wild, die er typischerweise auf antikisierenden, steinernen Sockeln darstellte. Die letzteren sind meistens mit reliefierten Gesimsen oder Friesen mit Eierstab-Motiven verziert. Tiefe Risse im Stein, seltener auch antike Inschriften, deuten oft auf den Verfall hin und auf das seiner Zeit so teure Thema der Vanitas. Sein Stil ist sehr persönlich und relativ leicht zu erkennen, seine außerordentlich realistische Malerei ist kompositorisch und in der malerischen Ausführung einfallsreich und von großer Klarheit, das Kolorit sehr fein chromatisch abgestimmt, die dargestellten Früchte oder Tiere überzeugend plastisch dargestellt, vor einem verschatteten, aber meistens nicht ganz dunklen, eher grauen Hintergrund. Besonders gern scheint er blaue Zwetschgen oder Pflaumen, Aprikosen und Pfirsiche gemalt zu haben. Gemälde mit Blumen, wie sie in zeitgenössischen Inventaren erwähnt werden, sind so gut wie keine erhalten. Stilistisch ist Dupuis von der etwas asketischen französischen Stillleben-Malerei unter Louis XIII. sowie von italienischen Vorbildern beeinflusst und gilt als ein bedeutendes Bindeglied zwischen dieser älteren Schule und dem betont dekorativen Stil, der unter Louis XIV., unter anderem durch Jean-Baptiste Monnoyer, aufkam.
Signierte Gemälde tragen häufig ein Monogramm, bei dem die Initiale seines Vornamens P in ein größeres D eingeschrieben ist.

## Bildergalerie

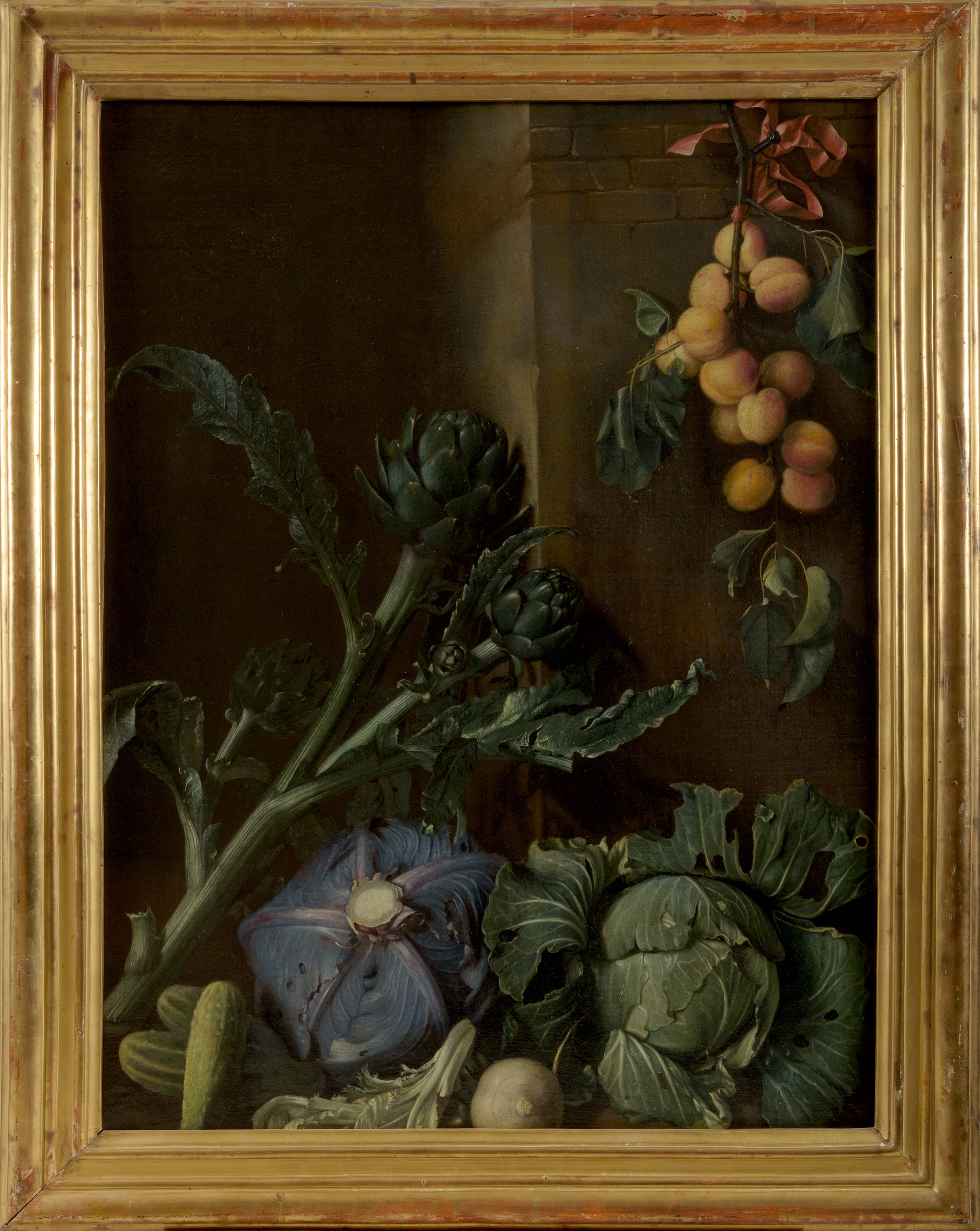
Stillleben mit Artischocken, Kohl und Aprikosen, Öl auf Holz, 104 × 79 cm, Musée Calvet, Avignon
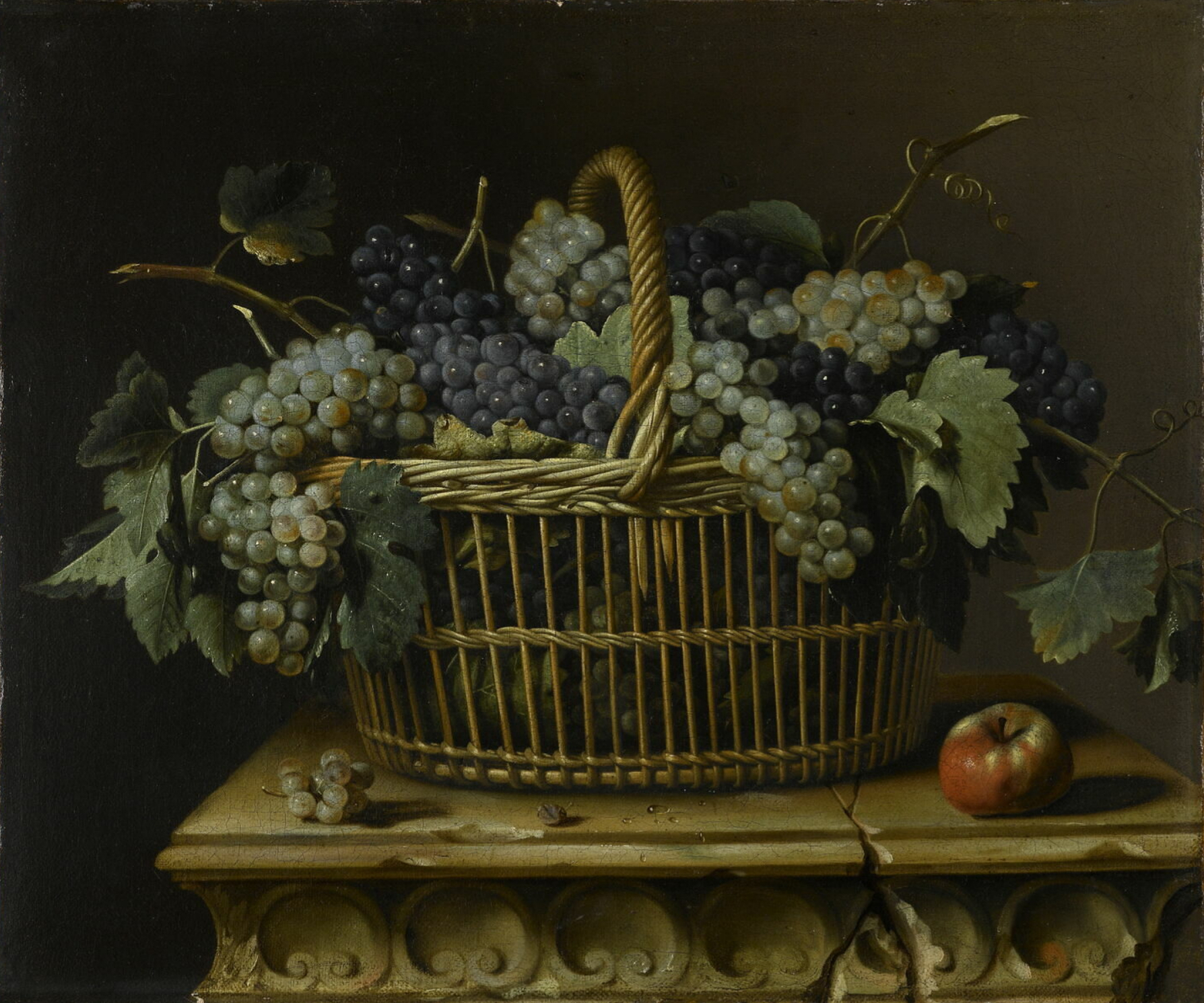
Korb mit Weintrauben und ein Apfel, Öl auf Leinwand, 50 × 60 cm, Louvre, Paris
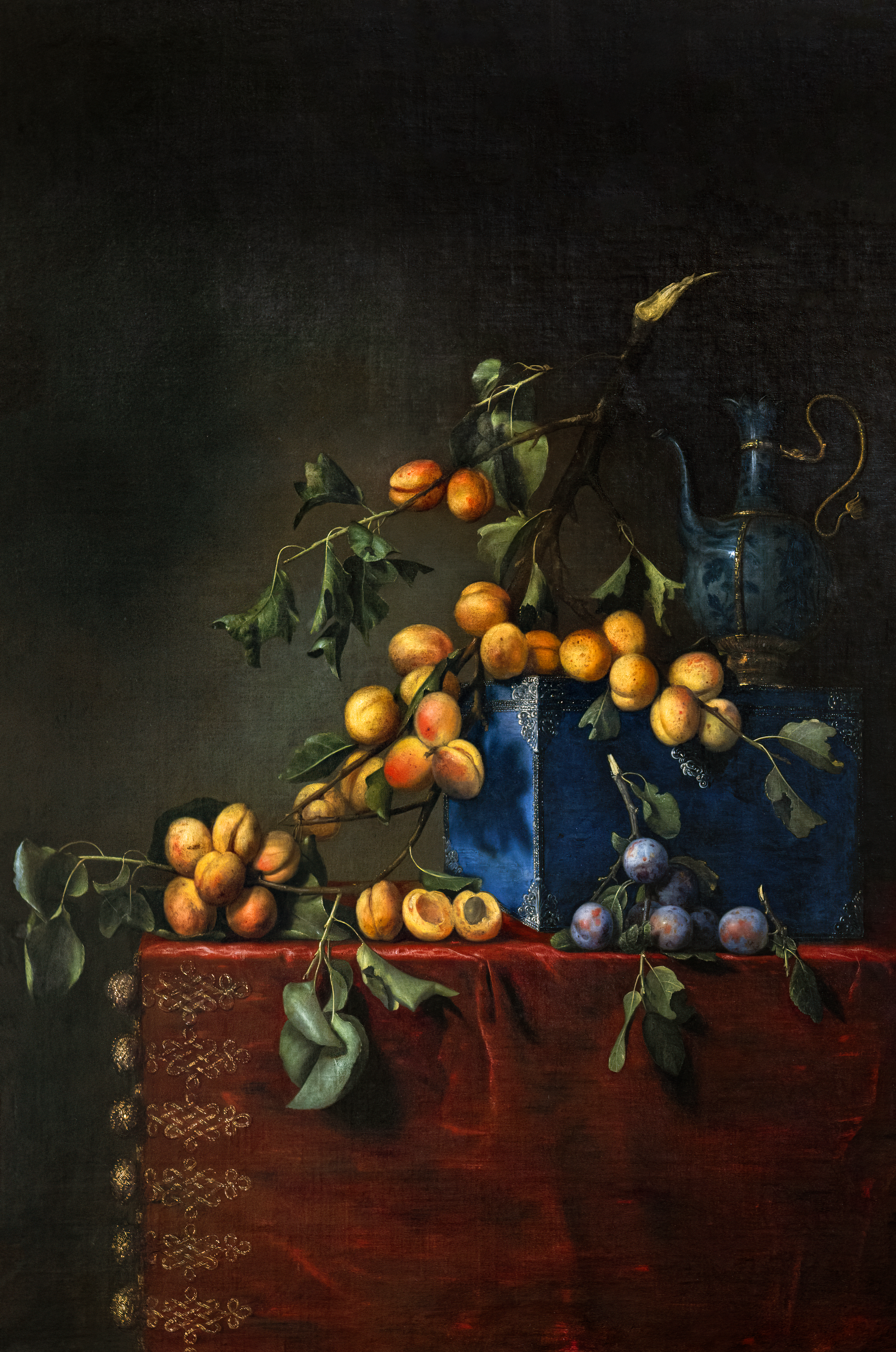
Stillleben mit Aprikosenzweig, Pflaumen und einer Porzellankanne auf einer blauen Schatulle, Öl auf Leinwand, 119 × 84 cm, Musée des Beaux-Arts d’Agen